# Claude Garamont
Pour les articles homonymes, voir Garamond.
Claude Garamont, souvent orthographié Garamond, né entre 1499 et 1515 à Paris où il est mort en 1561, est un tailleur et fondeur de caractères.
Il est sans doute le plus fameux créateur de caractères français du XVIe siècle et sa célébrité dépasse celle d'artisans au talent comparable, comme Robert Granjon, Pierre Haultin ou  Guillaume I Le Bé.
Il doit notamment sa célébrité à la gravure des Grecs du roi, une série de polices grecques cursives imitées de modèles manuscrits, réalisées à la demande de François Ier. Il est particulièrement renommé pour ses caractères romains, qui ont inspiré de nombreuses polices qui portent son nom (sous l'orthographe Garamond).

## Biographie
Claude Garamont est né d'un père imprimeur breton, probablement originaire de Morlaix (Yvon Garamour), installé à Paris.
Il apprend son métier auprès d’Antoine Augereau, un tailleur de caractères parisien qui était devenu libraire et imprimeur.
Il commence sa carrière vers 1534 comme fondeur de l'atelier du Soleil d'Or, dirigé par Claude Chevallon et Charlotte Guillard,. Selon R. Jimenes, c'est sans doute là qu'il est repéré et distingué par l'aumônier du roi, Jean de Gagny, qui collabore fréquemment avec l'atelier du Soleil d'Or.
En 1535, Garamont vend sa première police de caractères à l'imprimeur lyonnais Denis de Harsy.
Dès 1539, Garamont semble avoir été associé à la création de l'imprimerie grecque de Conrad Néobar, financée par le trésor royal, et dédiée à la publication de textes grecs.
Grâce à cette expérience, en novembre 1540, Pierre Duchâtel, conseiller et aumônier de François Ier commande à Garamont les poinçons de trois corps de caractères d’une police grecque aux frais du roi — les fameux Grecs du Roi. Le contrat de cette commande, découvert en 1973 par Annie Charon, précise les conditions de travail de Garamont, qui doit reproduire l’écriture du maître écrivain crétois Ange Vergèce, auquel il doit livrer les poinçons. Robert Estienne, qui vient de succéder à Conrad Néobar comme imprimeur du roi pour le grec, est chargé de payer le graveur. Les Grecs du Roi se caractérisent par un nombre très important d'esprits, d'accents et de ligatures, qui les rendent très agréables à l'œil mais difficiles à composer.
Les matrices des Grecs du Roi partent à Genève avec l'imprimerie des Estienne, mais sont rachetés par Louis XIII et intégrés au matériel de la nouvelle Imprimerie royale. Ils sont aujourd'hui classés monuments historiques, et conservés au Cabinet des poinçons de l’Imprimerie nationale.
D'après l'hypothèse de R. Jimenes, en 1541-1543, Claude Garamont est chargé avec son beau-frère Pierre Gaultier de créer une imprimerie réservée au futur Collège royal, installée dans l'hôtel de Nesle, en face du Louvre, mais l'expérience tourne court. Il s’essaye alors au métier de libraire, en association avec Jean Barbé et Pierre Gaultier. Jean de Gaigny l’encourage dans cette voie nouvelle, mais Garamont renonce à cette carrière au bout de deux ans pour se consacrer pleinement à la gravure de poinçons.
Garamont doit sa célébrité à ses caractères romains, dont la qualité est reconnue dans l’Europe entière, et qui supplantent rapidement les caractères gothiques en usage à l’époque. Avec les caractères italiques d’Alde Manuce, ils deviennent le support privilégié de la vague de rééditions d’auteurs latins pendant la Renaissance.
À partir de 1550, Claude Garamont retaille ses poinçons de lettres romaines et surtout italiques, ces dernières d’après les caractères de Simon de Colines.
Après sa mort en 1561, ses exécuteurs testamentaires, Guillaume I Le Bé et André Wechel, achètent une partie de son matériel. Mais la plupart des matrices et des poinçons sont par la suite acquis par Christophe Plantin d’Anvers, et Jacques Sabon, un fondeur de Francfort-sur-le-Main.
Selon Geneviève Guilleminot, qui a découvert son testament, Claude Garamont semble avoir adhéré à la Réforme. En effet, contrairement aux habitudes de son temps, son testament n’invoque ni la Vierge, ni aucun saint. Garamont a demandé des obsèques modestes, en présence d'un simple vicaire et ne commande ni prières ni messes ultérieures. Il s'est par ailleurs associé vers 1550 avec un imprimeur strasbourgeois ouvertement protestant : Rémy Guédon. Son exécuteur testamentaire André Wechel déclare quant à lui ouvertement sa foi protestante peu après.

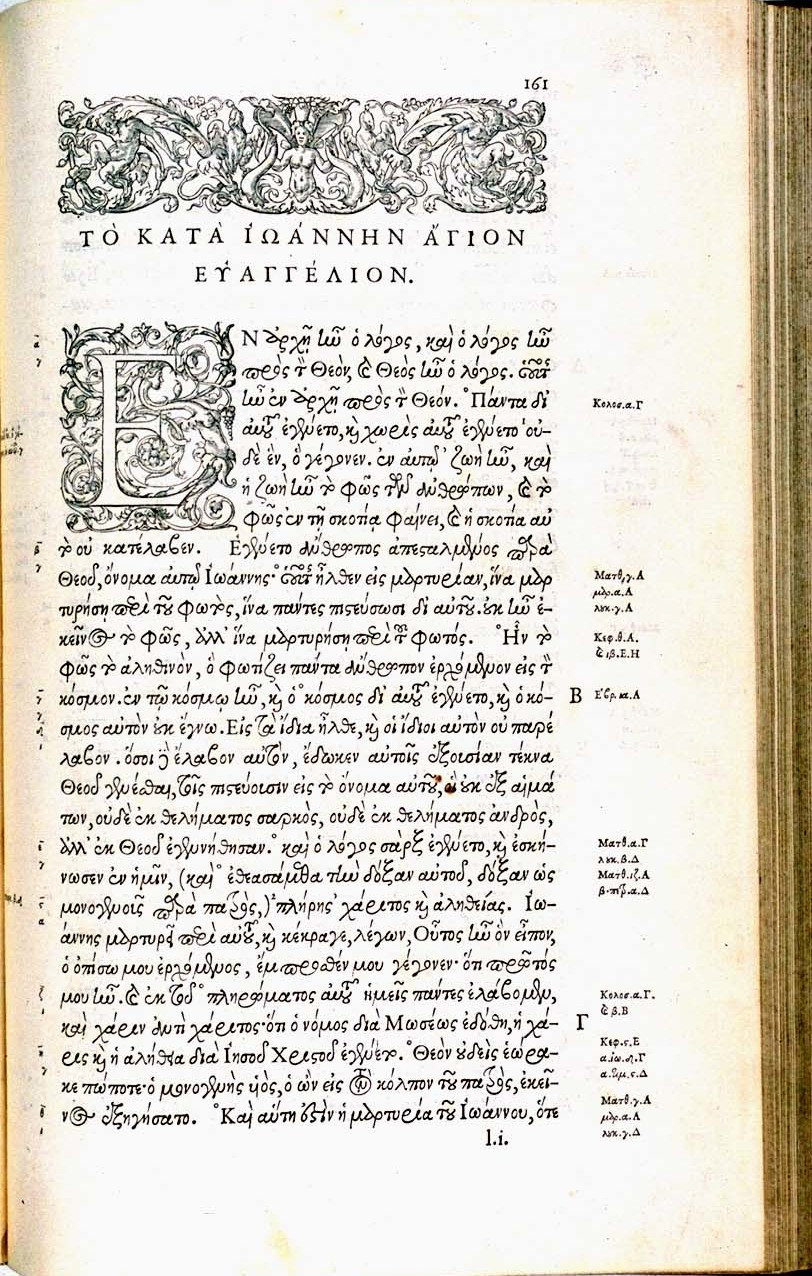
Édition d’Estienne du Nouveau Testament, imprimée en 1550, avec les caractères Grecs du roi.

## Le caractère « Garamond »

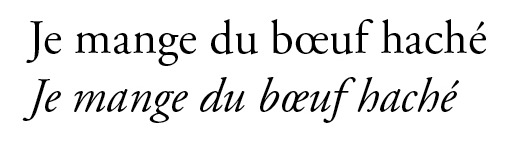
Exemple de Garamond Adobe romain et italique

## Postérité
La vie de Claude Garamond, tout comme celle d’Antoine Augereau, sert de toile de fond au roman d’Anne Cuneo, Le Maître de Garamond. Antoine Augereau, graveur, imprimeur, éditeur, libraire, publié en 2003 aux éditions Stock  (ISBN 2-253-10995-9).